# 작은 각도 근사

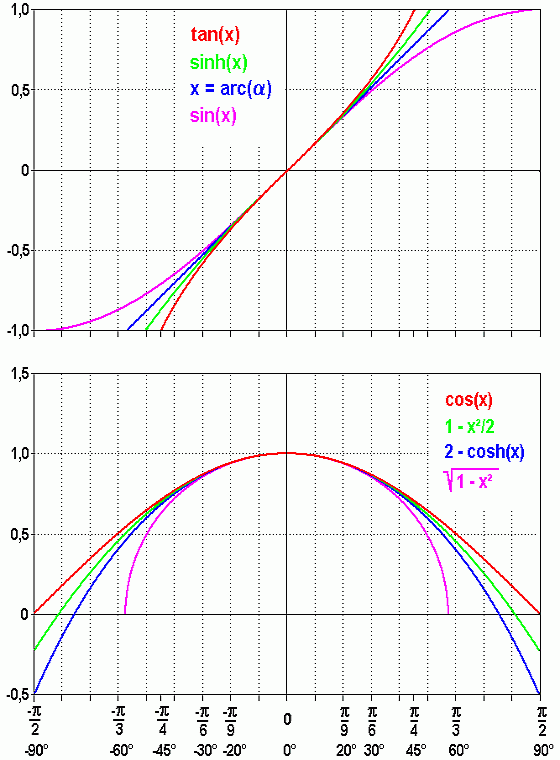

작은 각도 근사(small-angle approximation)는 삼각함수의 {\displaystyle x}값이 0에 가까워질 때 성립할 수 있는 근사이다. 삼각함수는 선형성을 가지고 있지 않으므로 삼각함수로 계산하면 그 값이 복잡해진다. 따라서 간단하게 계산하기 위해 작은 각도에 대해서 삼각함수의 값들을 선형 근사하는 것을 말한다. 작은 각도에 대해서 삼각함수는 다음과 같이 근사된다.
{\displaystyle \tan \theta \approx \sin \theta \approx \theta }
{\displaystyle \cos \theta \approx 1-{\frac {\theta ^{2}}{2}}\approx 1}
이때 {\displaystyle \theta }는 각도를 말하고, 단위는 라디안이다.
삼각함수의 근사는 매클로린 급수를 통해서 얻을 수 있다.
유도:
매클로린 급수는 다음과 같이 나타난다.
{\displaystyle M_{f}(\theta )=\sum _{n=0}^{\infty }{\frac {f^{(n)}(0)}{n!}}\,\theta ^{n}}{\displaystyle =f(0)+f'(0)\theta +{\frac {1}{2!}}f''(0)\theta ^{2}+{\frac {1}{3!}}f'''(0)\theta ^{3}+\cdots }
따라서
{\displaystyle \sin \theta =\sin(0)+\cos(0)\,\theta -{\frac {\sin(0)}{2}}\,\theta ^{2}-{\frac {\cos(0)}{6}}\theta ^{3}+\cdots }{\displaystyle =\theta -{\frac {1}{6}}\theta ^{3}+{\frac {1}{120}}\theta ^{5}+\cdots }
{\displaystyle \cos \theta =\cos(0)-\sin(0)\,\theta -{\frac {cos(0)}{2}}\theta ^{2}+{\frac {\sin(0)}{6}}\theta ^{3}+\cdots }{\displaystyle =1-{\frac {\theta ^{2}}{2}}+{\frac {1}{24}}\theta ^{4}+\cdots }
{\displaystyle \tan \theta =\tan(0)+\sec ^{2}(0)\,\theta +{\frac {2}{2}}\tan(0)\sec ^{2}(0)\theta ^{2}+{\frac {2}{6}}\sec ^{2}(0)(2\tan(0)\sec ^{2}{0})\theta ^{3}+\cdots }{\displaystyle =\theta +{\frac {1}{3}}\theta ^{3}+{\frac {2}{15}}\theta ^{5}+\cdots } (단, {\displaystyle |\theta |\leq {\frac {\pi }{2}}})
아주 작은 각에 대해서 고차항은 지배적이지 않으므로 다음과 같이 근사 할 수 있다.
{\displaystyle \sin \theta \approx \theta }
{\displaystyle \cos \theta \approx 1} 혹은 {\displaystyle \cos \theta \approx 1-{\frac {\theta ^{2}}{2}}}
{\displaystyle \tan \theta \approx \theta }
작은 각도 근사는 역학, 전자기학, 광학, 지도학, 천문학, 컴퓨터 과학 등 광범한 분야에서 유용하게 사용된다.

## 정당화할 수 있는 범위
상대오차(절대오차를 실제 값으로 나눈 값)를 기준으로 1% 이상의 오차가 생기는 지점은 다음과 같다.
- {\displaystyle \sin \theta \approx \theta }일 때 0.2441 라디안 (13.99°)
- {\displaystyle \tan \theta \approx \theta }일 때 0.1730 라디안 (9.91°)
- {\displaystyle \cos \theta \approx 1}일 때 0.1408 라디안(8.07°)
- {\displaystyle \cos \theta \approx 1-{\frac {\theta ^{2}}{2}}}일 때 0.6620 라디안(37.93°)

## 사용되는 예시

### 천문학
천문학에서 거리가 있는 천체의 상의 시직경은 수 초인 경우가 많다. 따라서 작은 각 근사를 사용하기 유리하다. 직경을 D, 각 크기를 X, 관측자로부터의 거리를 d라고 하면 다음과 같은 간단한 관계식을 얻어낼 수 있다.
{\displaystyle D=X{\frac {d}{206265}}}
여기서 X의 단위는 각초이다.
숫자 206,265는 원주 {\displaystyle 2\pi }를 원 하나의 각초(1,296,000)로 나눈 값으로 1 각초를 라디안으로 나타낸 값이다.
이 관계식의 정확한 공식은 다음과 같다.
{\displaystyle D=d\tan \left(X{\frac {2\pi }{1296000}}\right)}
여기서 {\displaystyle \tan }항을 근사시켰다.

### 진자운동
괘종시계 같은 진자시계에서 진자의 운동은 작은 각도 근사를 통해 단순조화진동으로 해석할 수 있다. {\displaystyle \sin }의 근사를 통해 진자의 주기를 계산 할 수 있고, {\displaystyle \cos \approx 1-{\frac {1}{2}}\theta ^{2}}를 통해 진자의 퍼텐셜 에너지를 쉽게 계산할 수 있고, 이와 함께 라그랑지안을 이용해서 간접적으로 운동 방정식을 구할 수 있다.

### 광학
근축근사는 작은 각 근사에 기초를 두고 있다. 광선 추적 행렬도 근축근사의 작은 각 근사를 바탕으로 기술한다.

### 항공항법
항공항법에서 1 in 60 rule은 작은 각 근사를 바탕에 두고 있으며, 60마일을 이동했을 때 1도 정도가 오차가 있으면, 원래의 목적지에서 1마일의 정도의 오차가 있다고 하는 법칙이다.

### 보간법
삼각함수의 덧셈에서 작은 각 근사는 삼각함수 표에 나와있지 않는 값들에 대해 근사한 값을 얻을 수 있게 한다.
라디안 0.75의 삼각함수 값이 주어져 있고, {\displaystyle \sin(0.755)}의 값을 알고 싶으면
{\displaystyle {\displaystyle {\begin{aligned}\sin(0.755)&=\sin(0.75+0.005)\\&\approx \sin(0.75)+(0.005)\cos(0.75)\\&\approx (0.6816)+(0.005)(0.7317)\\&\approx 0.6853.\end{aligned}}}}
와 같이 구할 수 있다.